# Alberto De Martino
Alberto De Martino  (n. 12 iunie 1929, Roma, Regatul Italiei – d. 2 iunie 2015, Roma, Italia) a fost un regizor de film, producător de film, scenarist și actor italian.
Conform The Daily Telegraph, De Martino este probabil cel mai cunoscut pentru regia filmului idol L'anticristo din 1974, considerat în general ca un Mockbuster al filmului Exorcistul, un film american cu tematică similară și cu mult succes, lansat anul precedent.

## Filmografie
Filme regizate
- Il gladiatore invincibile (1961)
- Due contro tutti (1962)
- Perseo l'invincibile (1963)
- Horror (1963)
- Gladiatorii spartani (1964)
- Il trionfo di Ercole (1964)
- 100.000 dollari per Ringo (1965)
- Gli eroi di Fort Worth (1965)
- Upperseven, l'uomo da uccidere(1966)
- 1966 Operațiunea Lady Chaplin (Missione speciale Lady Chaplin)
- Django trage primul (1966)
- Eroii murdari (1967)
- OK Connery (1967)
- Roma come Chicago (Banditi a Roma, 1968)
- Femmine insaziabili (1969)
- L'uomo dagli occhi di ghiaccio (1971)
- Familiile victimelor nu vor fi notificate (1972)
- L'assassino... è al telefono (1972)
- Il consigliori (1973)
- L'anticristo (1974)
- Umbre ciudate într-o cameră goală (1976)
- Holocaust 2000 (1977)
- 1980 Omul puma (L'uomo puma)
- Blood Link (1982)
- 7, Hyden Park: la casa maledetta (1985)
- Miami Golem (1987)

Ca actor
- 1937 Scipione l'africano (Scipio Africanus: The Defeat of Hannibal) - ca fiul lui Scipio Africanul